# Дом
Дом је животни простор који се користи као стално или полустално пребивалиште за појединца, породицу, домаћинство или неколико породица у племену. То је често кућа, стан или друга зграда или, алтернативно, мобилна кућица, кућица нна сплав, јурта или било које друго преносиво склониште. Принцип уставног права у многим земљама, који се односи на право на приватност садржано у члану 12 Универзалне декларације о људским правима, јесте неповредивост дома као места склоништа и уточишта појединца.